# Amphizoa striata
Amphizoa striata är en skalbaggsart som beskrevs av Van Dyke 1927. Amphizoa striata ingår i släktet Amphizoa och familjen Amphizoidae. Inga underarter finns listade i Catalogue of Life.